# Trentepohlia fijiensis
Trentepohlia fijiensis là một loài ruồi trong họ Limoniidae. Chúng phân bố ở miền Australasia.